# Plan polär indikator

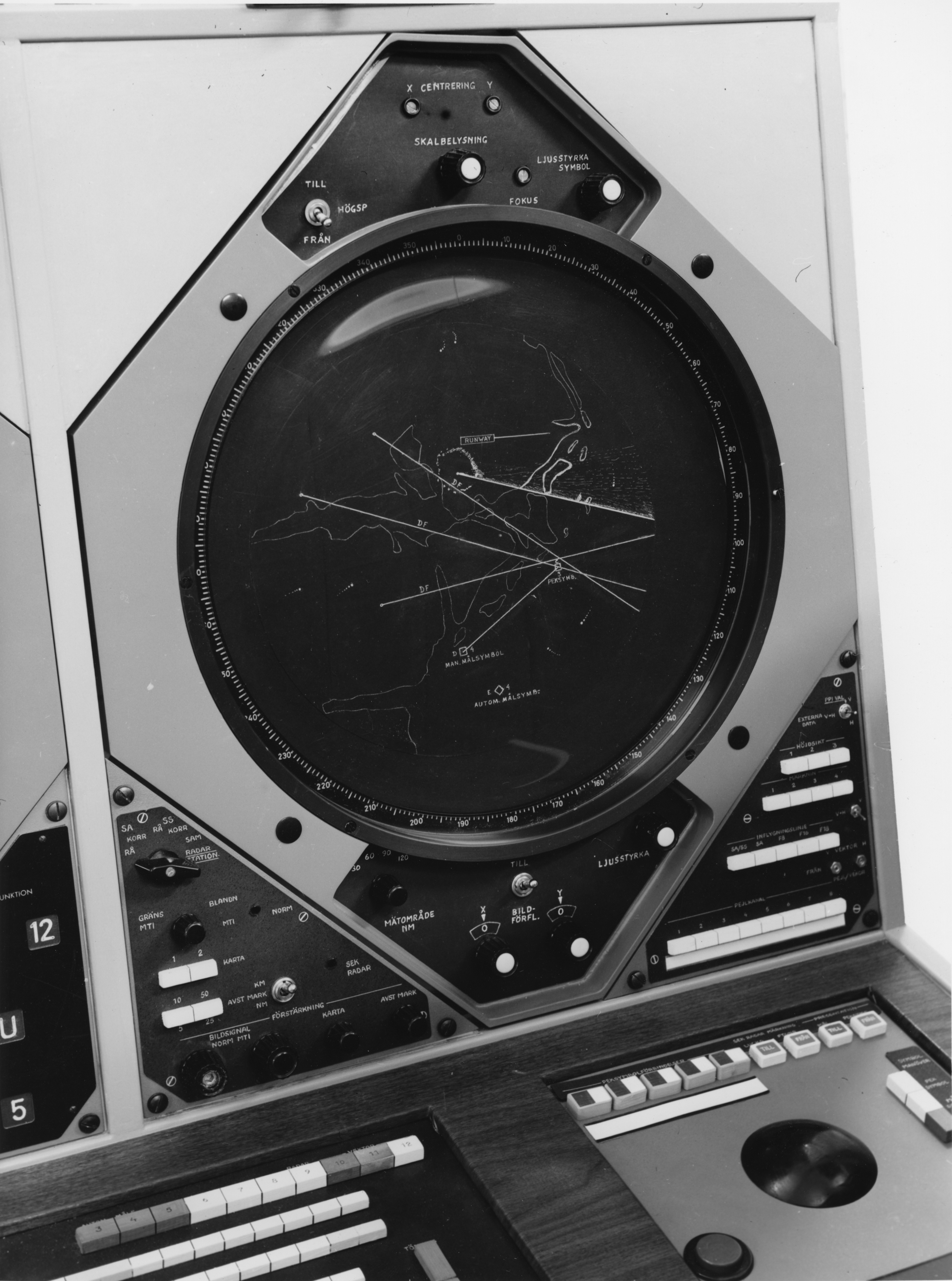
Plan polär indikator på Arlanda tillverkad av Standard Radio & Telefon cirka 1965.

Förenklad animering av en plan polär indikator.

Plan polär indikator (kort: PPI) är en typ av radarskärm(en) som åskådliggör informationen en radarenhets sändtagare mottar när den läser och tolkar den utsända pulsens ekon, eller återstudsande signal.
PPI:t består av ett katodstrålerör vars stråle med början i mitten av skärmen ”sveper” ut mot kanten och där sändtagaren tolkar att den får ett eko tänder upp så att en bild, oftast monokrom då det är ett katodstrålerör, visas där det kan förmodas finnas något som radarsignalen studsat mot och återvänt till antennen. När strålen svept ut mot kanten börjar den om och sveper från mitten ut mot kanten igen. Det som vi upplever som ett cirkulärt svep runt skärmen är egentligen ett linjärt svep från centrum av skärmen och ut mot kanten. Idag kan en planpolär indikator vara en vanlig bildskärm och inte ett katodstrålerör.